# Торкуато Тасо
Торкуато Тасо (на италиански: Torquato Tasso; 11 март 1544 – 25 април 1595) е италиански поет от XVI век, известен с поемата си „Освободеният Йерусалим“ (1580), където описва много образно борбата между християните и мюсюлманите в края на Първия кръстоносен поход, при обсадата на Йерусалим. Той умира няколко дни преди да бъде коронясан за крал на поетите от Папата. До края на XIX век Тасовите произведения били едни от най-четените в Европа.
Тасо започнал да страда от болест, която се вярва, че е била шизофрения. Легендите го описват като скитащ из улиците на Рим, полудял и убеден, че е преследван. Бил е затварян за своя безопасност от време на време в приюта за лунатици „Света Анна“. Въпреки че никога не се излекувал напълно, той се подобрил и започнал да пише отново.

## Творби
- Риналдо – поема за рицарския дух, 1562 г.
- Аминта – пасторална драма, поставена през 1573 г.
- Освободеният Йерусалим – национална героична епопея със сюжет от Първия кръстоносен поход и войната срещу сарацините.